# Безакло
Безакло (груз. ბეზაქლო, азерб. Bəzəkli) — село в подчинении сельской административно-территориальной единицы Амамло, Дманисского муниципалитета, края Квемо-Картли республики Грузия с 97%-ным азербайджанским населением. Находится в юго-восточной части Грузии, на территории исторической области Борчалы.

## История
Название села упоминается в исторических документах 1870 года, во время переписи населения региона.

### Топоним
Топоним села Безакло (азерб. «Bəzəkli») в переводе с азербайджанского языка на русский язык означает «Украшенный» и предположительно связан с именем тюркского племени Бозох-Бозогуллары.

## География
Село расположено на левом берегу реки Гарасу, в 8 км к юго-западу от районного центра Дманиси, на высоте 1280 метров от уровня моря.
Граничит с городом Дманиси, селами Амамло, Мтисдзири, Земо-Орозмани, Квемо-Орозмани, Ваке, Пантиани, Ткиспири, Земо-Безакло, Далари, Гантиади, Шиндилиари, Цителсакдари, Джавахи, Кариани, Камарло, Шахмарло, Иакубло, Бослеби, Каклиани, Дагарухло, Сакире, Гора, Гугути и Ангревани Дманисского Муниципалитета.

## Население
По данным Государственного статистического комитета Грузии, согласно официальной переписи 2002 года, численность населения села Безакло составляет 763 человека и на 97 % состоит из азербайджанцев.

## Экономика
Население в основном занимается овцеводством, скотоводством и овощеводством.

## Достопримечательности
- Средняя школа[7][10]

## Известные уроженцы
- Насибов Али Гасан оглы — академик РАЕН, главный специалист Министерства по науке России.[7][11]

### Участники Великой Отечественной войны
Село Безакло известно также своими уроженцами, участниками Великой Отечественной войны:
| - Абдулла Магомед оглы — участник ВОВ, погиб в декабре 1942 года. - Али Вали оглы — участник ВОВ, погиб в декабре 1942 года. - Алиев Гара Байрам оглы — участник ВОВ, погиб 4 февраля 1943 года. - Амиров Алибек Амирович — участник ВОВ, погиб 28 февраля 1943 года. - Амирхан Паша оглы — участник ВОВ, погиб в декабре 1941 года. - Валиев(Османов) Аскар Осман оглы — участник ВОВ. - Валиев Паша Осман оглы-участник ВОВ.Умер 04.02.1991 г. - Валиев Мустафа Мустафа оглы-участник ВОВ - Сулейманов Исмаил Сули оглы-участник ВОВ.Пропал без вести 1942 года. - Сулейманов Танрыкулу Сули оглы-участник ВОВ. - Ахмед Джида оглы — участник ВОВ, погиб в декабре 1942 года. - Вали Гамбар оглы — участник ВОВ, погиб в 1945 года. - Гамза Кара оглы — участник ВОВ, погиб в декабре 1941 года. - Дамауров Эфтим Кирьякович — участник ВОВ, погиб в 28 ноября 1943 года на северной окраине селения Перекоп. Похоронен на поле боя. - Жаяддин Мамед оглы — участник ВОВ, погиб в декабре 1941 года. - Зияддин Гариб оглы — участник ВОВ, погиб в декабре 1941 года. - Исмаилов Джалили Алы оглы — участник ВОВ, погиб 13 июля 1943 года. - Кадир Вели оглы — участник ВОВ, погиб в декабре 1942 года. |  | - Магомед Ахмед оглы — участник ВОВ, погиб в декабре 1942 года. - Мамед Абдулла оглы — участник ВОВ, погиб в декабре 1941 года. - Мансур Годжа оглы — участник ВОВ, погиб в декабре 1941 года. - Микаил Мамед оглы — участник ВОВ, погиб в декабре 1941 года. - Мусаев Ахмед — участник ВОВ. - Мустафа Годжа оглы — участник ВОВ, погиб в декабре 1941 года. - Мухтар Исмаил оглы — участник ВОВ, погиб в декабре 1941 года. - Насиб Мамед оглы — участник ВОВ, погиб в декабре 1941 года. - Самед Махмуд оглы — участник ВОВ, погиб в декабре 1941 года. - Сулейманов Исмаил Сули оглы— участник ВОВ, погиб 6 июля 1942 года. - Умбат Кара оглы — участник ВОВ, погиб в декабре 1941 года. - Усуб Магомед оглы — участник ВОВ, погиб в декабре 1942 года. - Эюбов Гасан Исмаилович — участник ВОВ, погиб в марте 1943 года. - Ясин Паша оглы — участник ВОВ, погиб в декабре 1941 года. |